# Caiguda de Constantinoble
La caiguda de Constantinoble (grec medieval: Ἅλωσις τῆς Κωνσταντινουπόλεως, Àlossis tis Konstandinupóleos; turc otomà: فتح قسطنطينيه, Fetih Ḳosṭanṭīniyye, ‘Conquesta de Constantinoble’) fou la culminació del setge de Constantinoble, capital de l'Imperi Romà d'Orient, per l'exèrcit del soldà otomà Mehmet II entre el 6 d'abril i el 29 de maig del 1453. La caiguda de la ciutat en mans dels turcs constituí el punt final de l'Imperi Romà.
Al principi del segle xv, l'expansió otomana a Anatòlia i els Balcans havia reduït l'Imperi Romà d'Orient a qualques territoris sense continuïtat geogràfica centrats en Morea, Tessalònica i Constantinoble, juntament amb algunes illes del mar Egeu i el mar de Màrmara. Les guerres constants de les dècades anteriors havien exhaurit el capital econòmic i demogràfic de l'imperi, l'exèrcit del qual amb prou feines arribava als 5.000 homes.
Just abans de la conquesta turca, Constantinoble era una capital sense país: l'Imperi Romà d'Orient, que antigament s'estenia des de Pèrsia fins als Alps, i també pels deserts d'Àsia, havia quedat reduït al clos de les muralles de la ciutat, encerclada per la força de la nova nació turca. Constantí XI Paleòleg, darrer emperador romà, intueix el perill que Constantinoble, ciutat de cultura europea mil·lenària, caigui davant la supremacia militar de la jove nació turca. Mehmet II, soldà dels turcs, la cobeja.

## Les causes de la decadència
Constantinoble, l'actual Istanbul, s'ubica en una projecció de terra sobre l'estret del Bòsfor en direcció a Anatòlia. És una cruïlla per a les rutes comercials terrestres que enllacen Europa amb Àsia i port marítim principal de les rutes entre el mar Negre i el Mediterrani.
Constantinoble, la ciutat de Constantí, la vella Bizanci, ha estat saquejada pels croats, despoblada per la pesta, assetjada pels pobles nòmades i esquinçada pels conflictes religiosos i les lluites internes pel poder. El regne del darrer emperador romà es trobava encerclat pels turcs, mentre que Gàlata estava en mans dels genovesos. Per comprendre la caiguda de Constantinoble, cal retrocedir als segles previs a l'any 1453 i detallar els successos que van debilitar l'Imperi Romà d'Orient.
La decadència de Constantinoble va començar l'any 1190 durant els preparatius de la Tercera Croada pels regnes d'Occident. Els romans d'Orient, creient que no hi havia possibilitats de vèncer Saladí (soldà d'Egipte i Síria i principal enemic dels croats instal·lats a Terra Santa), van decidir mantenir-se neutrals. Amb aquesta reticència romana d'Orient com a excusa, i amb el desig de posseir els tresors de Constantinoble com a motor, els croats van prendre per assalt la ciutat l'any 1204 durant la Quarta Croada.
Les poderoses muralles a l'oest de la ciutat repel·liren diverses invasions de pobles nòmades (fins a 22 setges en total) durant segles. Tanmateix, l'atac dels croats mostrà un punt feble en les defenses de la ciutat: les muralles al llarg del litoral, sobretot al llarg del Corn d'Or, un canal que separa Constantinoble de la colònia genovesa de Pera, petita ciutat al nord, es van mostrar fràgils. En conseqüència, després de recuperar la ciutat, els romans d'Orient van reforçar les muralles del litoral i les defenses en els punts on necessitaven estar obertes per a l'entrada de naus als ports.
Per assegurar les defenses en el Corn d'Or construïren una pesant i descomunal cadena de ferro que estesa de Constantinoble fins a Gàlata, travessava el canal i oferia protecció permanent contra els atacs per mar.

### Problemes interns. La decadència de l'Estat

Territori restant de l'Imperi Romà d'Orient a principis del

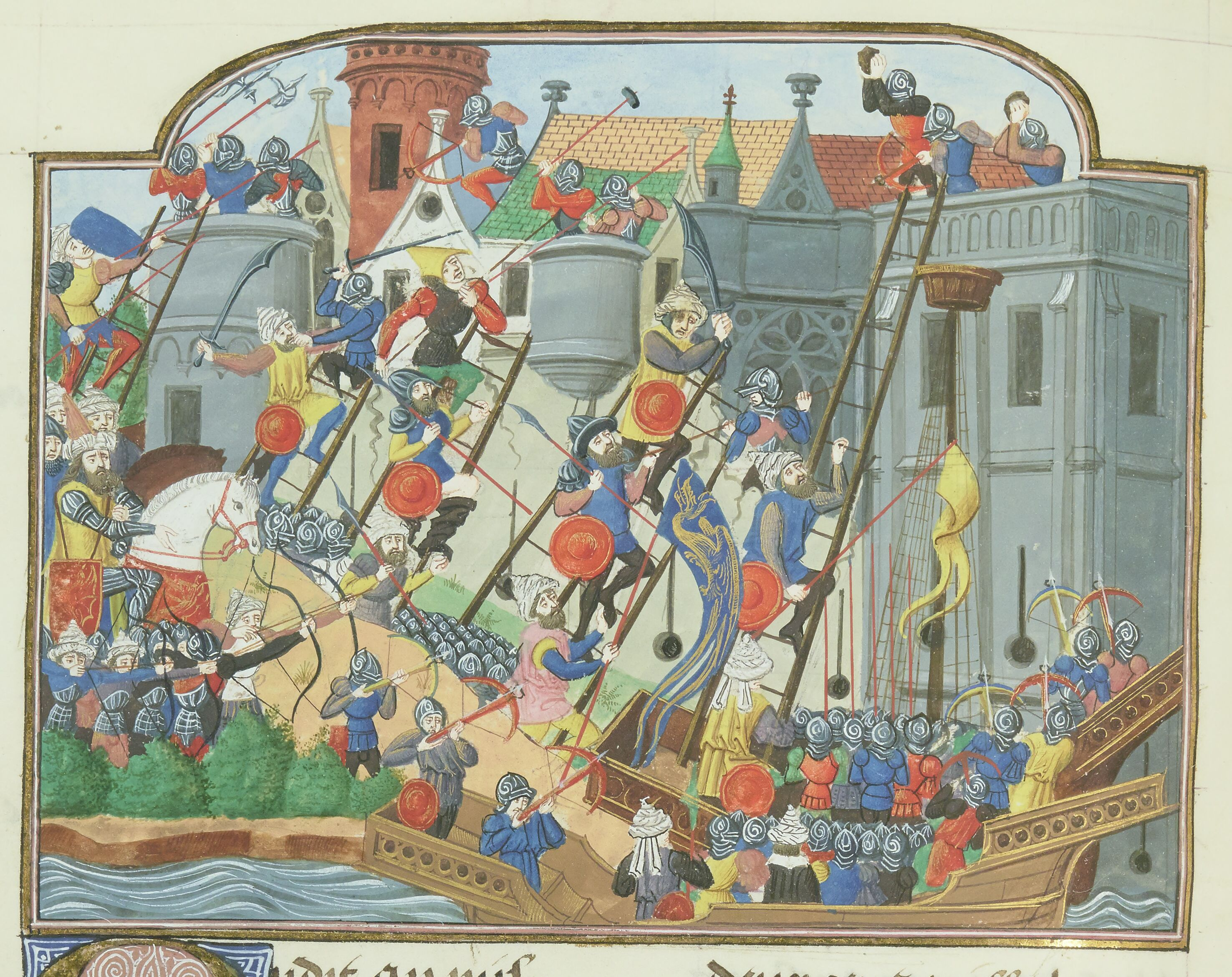
Setge de Constantinoble, per Jean Chartier, segona meitat del

Els canvis en l'agricultura, les concessions en el comerç marítim i la descomposició de l'exèrcit van ser les causes internes de la desfeta de l'imperi.
Des del segle xi, el nombre de petits propietaris agrícoles va descendir pel fet que els grans terratinents van obligar els petits propietaris a vendre'ls les terres o encomanar-se a la seva protecció. De fet, es convertiren en serfs i deixaren de circular monedes. El resultat va ser la fuga de braços i l'abandó de terres, de forma que a finals del segle xiv els darrers emperadors no van aconseguir recaptar pràcticament res per al tresor públic.
Venècia, a partir de 1082, va gaudir de llibertat absoluta per comerciar amb tots els ports de l'Imperi perquè els romans d'Orient havien optat per confiar el transport de les seves mercaderies a estols de vaixells estrangers. L'any 1171 la colònia veneciana a Constantinoble pujava a deu mil persones, residents en un barri propi. Els emperadors tractaren de pal·liar aquesta situació repartint les concessions amb els mercaders de Pisa. Tot va ser inútil: uns i altres anaren arrencant, una a una, totes les fonts d'ingressos provinents del comerç.
La ruïna de l'Estat, la feudalització del camp i el despoblament rural va fer que, als segles xiv i xv, l'Imperi hagués de recórrer a soldats estrangers (entre ells catalans) que arribaven dotats d'un comandament propi i autonomia. La manca de recursos per pagar-los va fer que sovint es cobressin la soldada en forma de saqueig.

### Problemes externs. La fortalesa de l'imperi turc
La debilitat i la impotència es van fer més paleses quan els pobles i els estats musulmans de l'Orient Mitjà i de l'Àfrica van dirigir la seva expansió cap a les terres de la península balcànica. A principis del segle xi, una tribu procedent de l'Àsia central, que regnava en una àmplia zona del que avui és Orient Mitjà, l'Imperi Seljúcida, va començar a atacar i conquerir territoris romans d'Orient a Anatòlia. A la fi del segle xiii, els seljúcides ja havien pres gairebé totes les ciutats romanes d'Orient d'Anatòlia, amb excepció d'unes quantes ciutats al nord-oest de la península.
En aquesta època, un altre clan seminòmada turc havia migrat del nord de Pèrsia cap a l'oest. Aquest prenen partit pels seljúcides en una batalla a Anatòlia contra l'imperi Mongol, i els vencen. El soldà seljúcida, en agraïment, els va concedir un petit territori muntanyós al nord-oest de l'imperi, a les proximitats del territori romà d'Orient. L'estat seljúcida va començar poc després a dividir-se en petits emirats que no reconeixien el poder seljúcida ni el mongol. Un d'aquests soldanats, el del clan turc que hauria ajudat als seljúcides, sota el comandament d'un líder anomenat Osman I (o Utman I Gazi), de qui deriva el nom del futur Imperi Otomà.
Els otomans havien imposat la seva força al desvalgut Imperi Romà prenent-ne les últimes ciutats asiàtiques. Així, als turcs els pertanyia la riba asiàtica del Bòsfor.
El segle xiv, el príncep otomà Suleyman ibn Orkhan decidí reforçar la seva posició prenent la ciutat de Gal·lípoli, d'aquesta forma estableix el control sobre tota la península i obté una base estratègica per a l'expansió de l'Imperi Otomà a Europa.
L'any 1451, Mehmet, de vint-i-un anys, fill gran del soldà Murat II succeeix el seu pare a la mort d'aquest. La seva obsessió és superar les muralles de Constantinoble, la darrera i magnífica joia de la corona imperial de Constantí.

## Caiguda de Constantinoble

### Recerca de suport a Occident
El cisma entre les Esglésies catòliques Romana i Ortodoxa havia mantingut a Constantinoble distant de les nacions occidentals i, fins i tot durant els setges dels turcs musulmans, no havia aconseguit més que indiferència de Roma i dels seus aliats. En un últim intent d'aproximació, i davant la constant amenaça turca, l'emperador Joan VIII va promoure un concili a Ferrara, a Itàlia, on es van resoldre les diferències entre les dues confessions. L'acord de reunificació de totes dues Esglésies pretenia garantir a Constantinoble ajuda contra els turcs.
Tanmateix, l'aproximació va provocar tumults entre la població romana d'Orient, dividida entre els qui rebutjaven l'església romana i els qui donaven suport a la maniobra política de l'emperador. Quan el perill turc semblava que havia passat, els sínodes grecs van refusar l'acord de reunificació.

### Constantí XI i Mehmet II

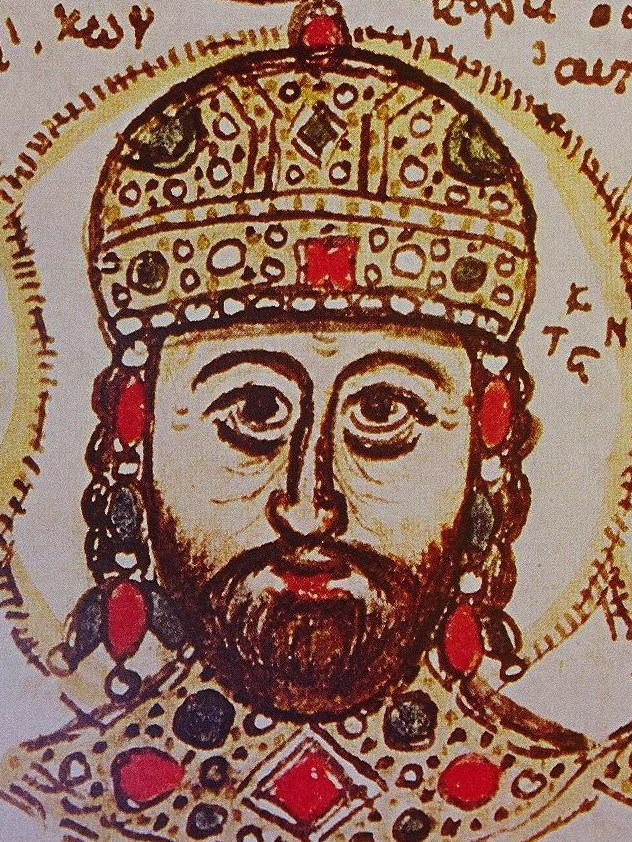
Constantí XI, darrer emperador de Constantinoble

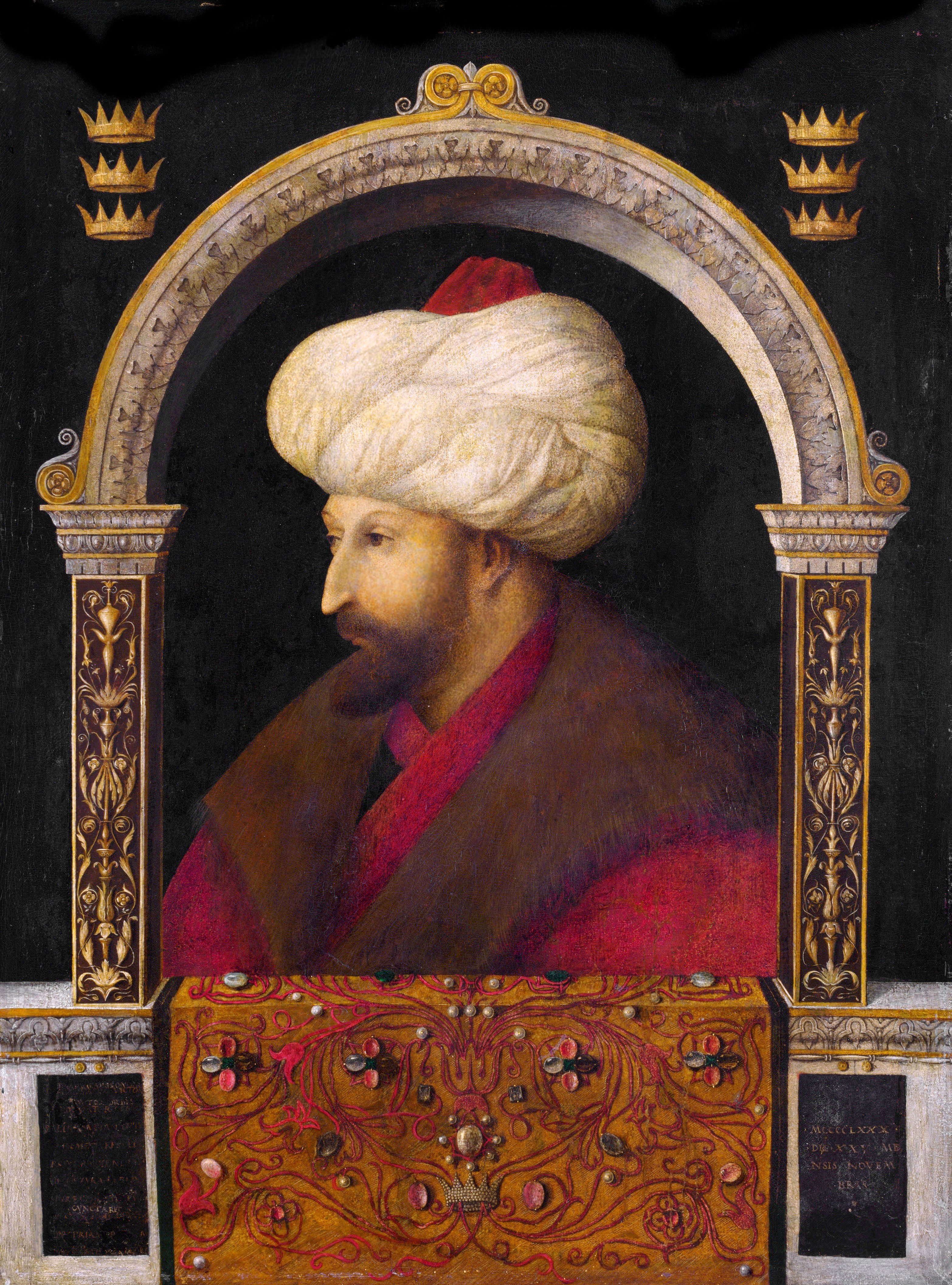
Mehmet per Gentile Bellini

Joan VIII Paleòleg morí l'any 1448 i el seu germà Constantí XI Paleòleg assumeix el tron l'any següent (mentrestant regentà la mare d'ambdós). Constatí Dragases era una figura popular perquè havia lluitat contra l'exèrcit turc. Conscient del perill turc seguia la línia del seu germà i predecessor pel que fa a la conciliació entre les esglésies oriental i occidental.
La recerca de reconciliació entre les dues esglésies causava desconfiança no només entre els sínodes grecs, sinó també en Mehmet, el nou sobirà de l'Imperi Otomà, qui veia en aquesta aliança una amenaça real d'intervenció de les potències occidentals respecte a la seva voluntat d'expansió militar. I és que Mehmet II és un jove, de vint-i-un anys, fill major del soldà Murat, ambiciós i àvid de glòria. L'escriptor Stefan Zweig en va fer el següent retrat:
| « | Mehmet és alhora pietós i cruel, apassionat i maliciós. És un erudit, un amant de l'art, que llegeix Cèsar i les biografies dels romans en llatí i, al mateix temps, és un barbar que vessa la sang com si fos aigua. Aquest home, d'ulls dolços i malenconiosos, amb un nas de papagai afilat i esquerp, es mostra com un treballador incansable, un soldat intrèpid i un diplomàtic sense escrúpols. I totes aquestes forces perilloses es concentren en una mateixa idea: superar àmpliament les gestes del seu avi Baiazet i del seu pare Murat, que van mostrar per primera vegada a Europa la supremacia militar de la nova nació turca. | » |
| — | |   |

### Preparatius
Ambdós bàndols van preparar-se per a la guerra. Constantí va enviar missatgers a les nacions europees demanant reforços i va comunicar a Roma que estava disposat a transigir. Tres galeres genoveses, contractades pel papa, estaven en camí amb armes i provisions. En aquestes galeres també hi navega el cardenal Isidor, amb 300 arquers napolitans com a guàrdia personal.
Aquest ajut, sense cap mena de dubte, era insuficient perquè les forces disponibles per a la defensa de Constantinoble eren poques: la població tot just arribava als 50.000 habitants; quan en la seva màxima esplendor, al segle v, havia arribat a tenir-ne 500.000. En conseqüència, hi havia entre 5.000 i 7.000 soldats per a la seva defensa. Constantinoble només té un poder i una força: les seves muralles.
Com a reforços, la capital romana d'Orient va rebre l'ajut dels ciutadans de Pera i dels genovesos, entre els quals destacava el seu Condottiere Giustiniani, qui s'encarregaria de les defenses de la muralla, i comptava amb una guarnició catalana comandada pel militar Pere Julià.
Els otomans van iniciar el setge construint ràpidament una muralla de deu quilòmetres al nord de Constantinoble. Mehmet sabia que els setges anteriors havien fracassat perquè la ciutat rebia subministraments a través del mar. Per això va tractar de bloquejar les dues entrades, la del mar Negre, amb una fortalesa armada amb canons en el punt més estret de la riba del Bòsfor, i amb cent cinquanta vaixells ocupant el Mar de Màrmara i l'oest del Bòsfor.
Mehmet coneix la solidesa dels murs. Sap que cal construir canons més grans, més potents i de més abast. Per assaltar aquella muralla mil·lenària cal una nova artilleria pesant. En aquest context, a principis de 1452, un enginyer d'artilleria hongarès, anomenat Urbas o Orbas, ofereix els seus serveis al sultà. Mehmet el fa responsable de la fabricació d'un immens canó de nou metres de longitud, el més gran que el món hagués vist, a Adrianòpolis. Tres mesos després el canó destrueix, amb el primer tret de prova, un mur. Immediatament, Mehmet ordena fabricar una artilleria sencera seguint el model.
Una nova dificultat és el transport de l'immens tub per tot Tràcia fins a les muralles de Constantinoble. Una caravana formada per mig centenar de bous, i auxiliat per un exèrcit, avança a la velocitat de dos quilòmetres per dia.
A tots aquests se'ls sumaven els pregoners oficials, els tellals, que animaven a la batalla amb els cops de timbal i al so de la fanfara i que proclamaven "El setge de la ciutat ha començat".
Mehmet va reunir un exèrcit estimat en més de cent mil soldats. La majoria, uns vuitanta mil, eren combatents turcs professionals. Dotze mil més eren geníssers (infanteria) i quinze mil soldats de cavalleria, l'elit de l'exèrcit otomà. La resta eren reclutes capturats en campanyes anteriors, mercenaris, aventurers, voluntaris de l'Anatòlia, els bashi-bazuks i renegats cristians. Els bashi-bazuks eren les tropes inexpertes, que amb el cos mig nu, estaven destinats a fatigar i debilitar l'enemic cristià abans que les tropes principals comencessin l'atac decisiu.
El sultà, per enfortir els ànims, va prometre als seus homes que donaria tres dies de saqueig i botí; a més assegurà que qui coronés primer la muralla seria nomenat governador (bei) d'una de les províncies de l'Imperi Romà.

### L'atac otomà

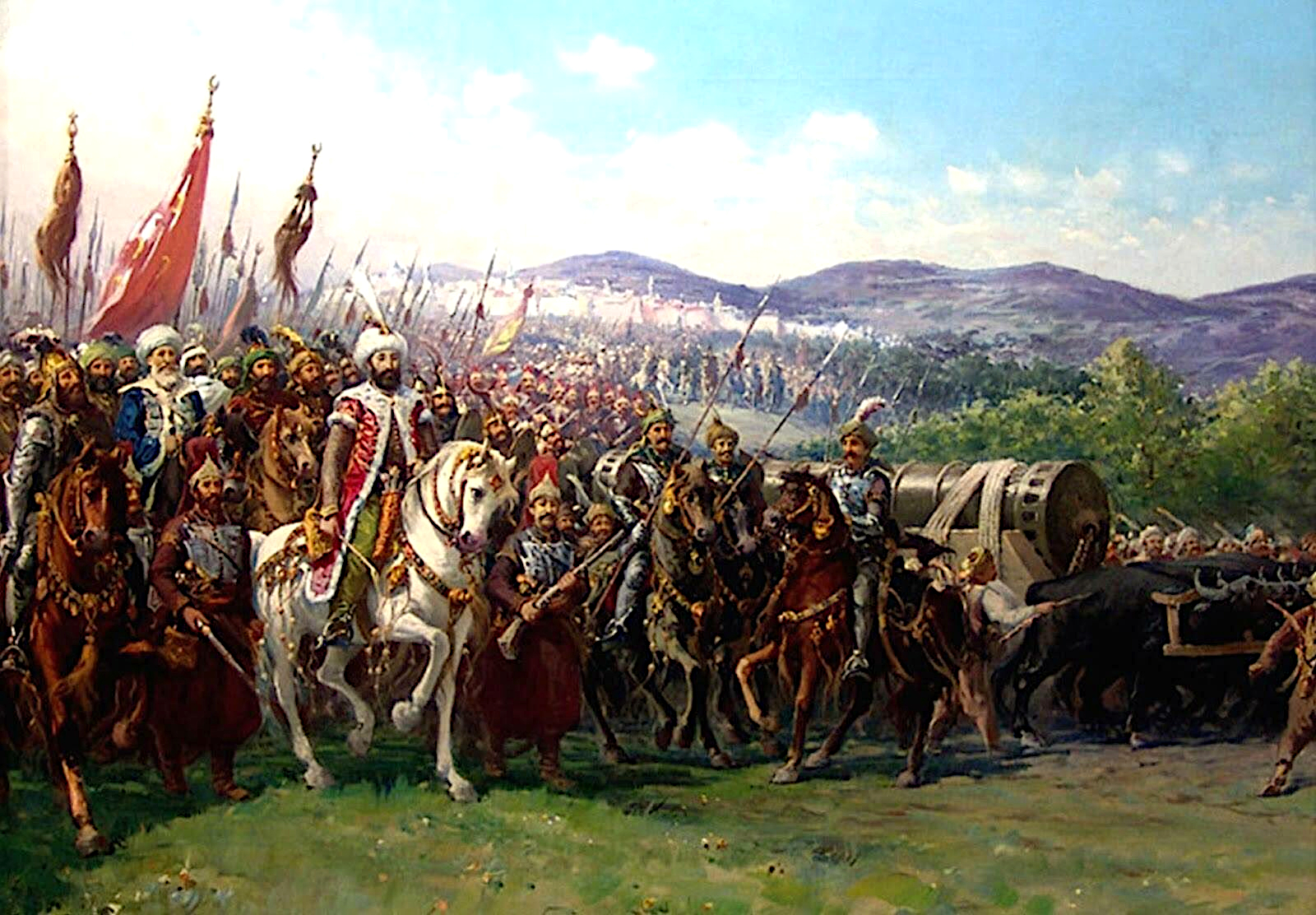
Pintura de Fausto Zonaro (1854-1929) representant a Mehmet cap al setge de la ciutat amb l'artilleria

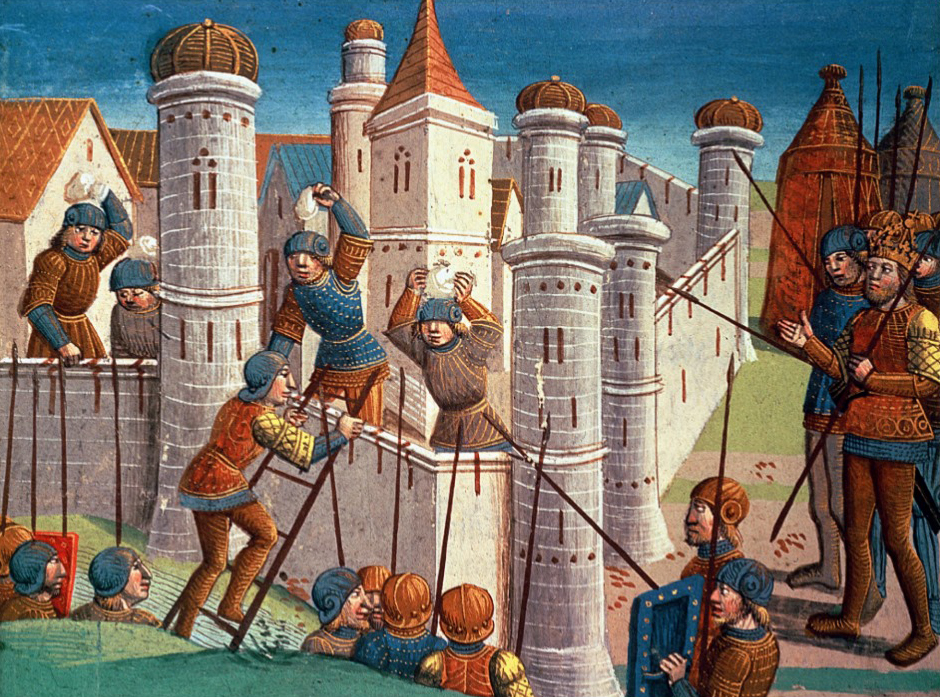
Setge de Constantinoble, pintura realitzada l'any 1499

El setge va començar el 6 d'abril de 1453, quan el gran canó va disparar el primer tret vora la porta de Sant Romà, que s'endinsava a Constantinoble per una depressió sota la muralla, la qual cosa possibilitava el posicionament del canó en una part més alta.
La muralla no havia estat construïda pensant en atacs d'artilleria, i en poc més d'una setmana va començar a cedir, tot i que era la millor arma contra els otomans, ja que constava de tres anells gruixuts de muralles amb fossars de 30 a 70 metres de profunditat. Tots els dies, a poqueta nit, els romans d'Orient reparaven els desperfectes causats pel canó amb sacs i barrils de sorra, pedres caigudes de la mateixa muralla i empallissades de fusta, mentre els arquers i els ballesters protegien els defensors.
Els otomans van evitar l'atac per la costa perquè les muralles estaven reforçades per torres amb canons i artillers que podien destruir ràpidament tota la flota. En conseqüència, inicialment, l'atac es va restringir gairebé al front terrestre. Aquest fet donà temps i mà d'obra suficient als romans d'Orient per aguantar el setge.
Al començament del setge, els romans d'Orient van aconseguir victòries encoratjadores. El 12 d'abril, l'almirall búlgar, al servei del sultà, Suleiman Baltoghlu va ser rebutjat per l'armada romana d'Orient quan volia forçar el pas del Corn d'Or. Sis dies després, el sultà va intentar un atac a la muralla danyada a la vall del riu Lico, però va ser derrotat per un contingent menor, encara que millor armat, de romans d'Orient, al comandament de Giustiniani.
El 20 d'abril els soldats romans d'Orient atalaien tres grans vaixells genovesos i un quart bot, més petit. Aquest darrer portava gra de Sicília. Mentre el poble de Constantinoble s'aplega a les muralles per rebre els salvadors, el soldà Mehmet dona ordres d'impedir que els quatre galions entrin al Corn d'Or. La flota turca, amb cent cinquanta caravel·les, molt més petites que els galions, ataca als genovesos. Baltoghlu intenta interceptar als quatre galions, però va veure que la seva flota podia ser destruïda pels atacs de foc grec llançat sobre les seves embarcacions i, finalment, els galions van arribar amb èxit al Corn d'Or. Com a resposta al fracàs de les pròpies tropes, el soldà humilià i executà Baltoghlu.

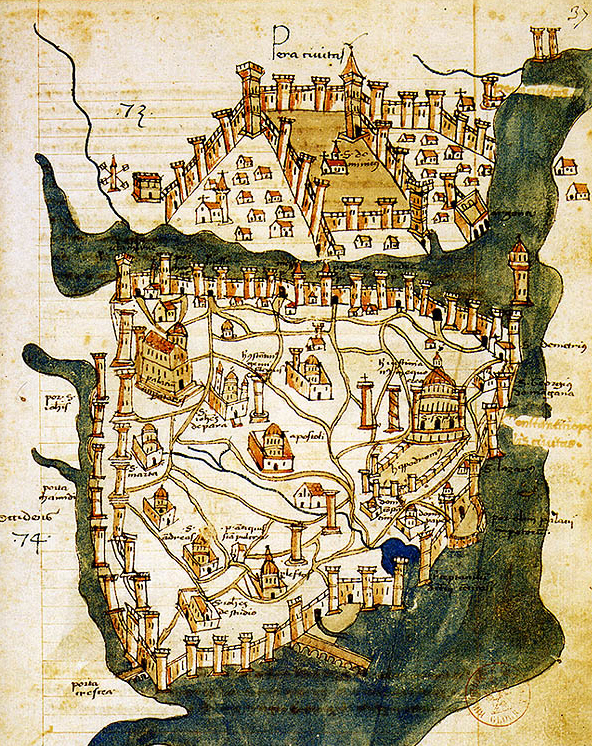
Mapa de les ciutats de Pera i de Constantinoble el 1422

Dos dies després, el 22 d'abril, el soldà realitzà un cop estratègic a les defenses romanes d'Orient. Impossibilitats per travessar la cadena que tancava el Corn d'Or, el soldà va ordenar la construcció d'un camí de ferradura al turó de Pera, per on els seus vaixells podrien ser empesos per terra, evitant la cadena protectora. Amb els vaixells posicionats en un nou front, els romans d'Orient no tindrien recursos per reparar després les seves muralles. Així, la nit del 22 d'abril, setanta vaixells són transportats d'un mar a l'altre per damunt de la muntanya i de la vall, travessant vinyes, camps i boscos. Amb aquest cop estratègic, tot el Corn d'Or, a excepció del reduït espai neutral de Gàlata, pertany al soldà i al seu exèrcit.
Sense elecció, els romans d'Orient es van veure forçats a contraatacar. El 25 d'abril van intentar un atac sorpresa als turcs al Corn d'Or, però van ser descoberts per espies i executats. Els romans d'Orient, llavors, decapitaren a 260 turcs captius i van llançar els seus cossos sobre les muralles del port.
Bombardejats diàriament en dos fronts, els romans d'Orient rarament eren atacats pels soldats turcs. El 7 de maig, el soldà va intentar un nou atac a la vall del riu Lico, però, novament, fou repel·lit. Al final del dia, els otomans van començar a moure una gran torre d'assetjament, però durant la nit, els soldats romans d'Orient van aconseguir destruir-la abans que fos emprada. Els turcs també van intentar obrir túnels per sota les muralles, però els grecs cavaven pel costat intern i atacaven per sorpresa amb foc o aigua. En canvi, els impactes d'artilleria dels canons eren efectius car les muralles patien grans bretxes per on penetraven els geníssers, que per a salvar els fosos es dedicaven a recollir branques, a més dels blocs de pedra de les muralles derruïdes, per a emplenar els fosos i poder penetrar per a lluitar cos a cos amb els romans d'Orient.
La mà d'obra estava sobrecarregada, els soldats cansats i els recursos escassejaven. El mateix Constantí coordinava les defenses, inspeccionava les muralles i animava les tropes per tota la ciutat.

### Mals presagis
La resistència de Constantinoble va començar a decaure, farcida de presagis dolents. La nit del 24 de maig va haver-hi un eclipsi de lluna, recordant als romans d'Orient una antiga profecia que la ciutat només resistiria mentre la Lluna brillés en el cel. L'endemà, durant una processó, una de les icones de la Mare de Déu va caure a terra. Després, de sobte, una tempestat de pluja i calamarsa va inundar els carrers. Els vaixells promesos pels venecians encara no havien arribat i la resistència de la ciutat estava al límit.
Al mateix temps, els turcs otomans afrontaven els seus propis problemes. El cost de mantenir un exèrcit de més de cent mil homes era molt gran i els oficials comentaven la ineficiència de les estratègies del Sultà fins al moment. Mehmet es va veure obligat a llançar un ultimàtum a Constantinoble: els turcs perdonarien les vides dels cristians si l'emperador lliurava la ciutat. Com a alternativa va prometre aixecar el setge si Constantí pagava un pesant tribut. Com que els tresors estaven buits des del saqueig de la Quarta Croada, Constantí es va veure obligat a rebutjar l'oferta i Mehmet a llançar un atac ràpid i decisiu.

### L'última missa a Santa Sofia
Mehmet va ordenar que les tropes descansessin el dia 28 de maig per a preparar-se per a l'assalt final l'endemà, car els seus astròlegs li havien profetitzat que el dia 29 seria un dia nefast per als infidels. Per primera vegada en gairebé dos mesos, no es va escoltar el soroll dels canons ni de les tropes en moviment.
Per trencar el silenci i aixecar la moral en el moment decisiu, totes les esglésies de Constantinoble van tocar les seves campanes durant tot el dia. L'emperador i el poble van resar junts a Santa Sofia, que encara era la catedral més esplendorosa del cristianisme romà d'Orient. Fou la darrera vegada.

### L'assalt final

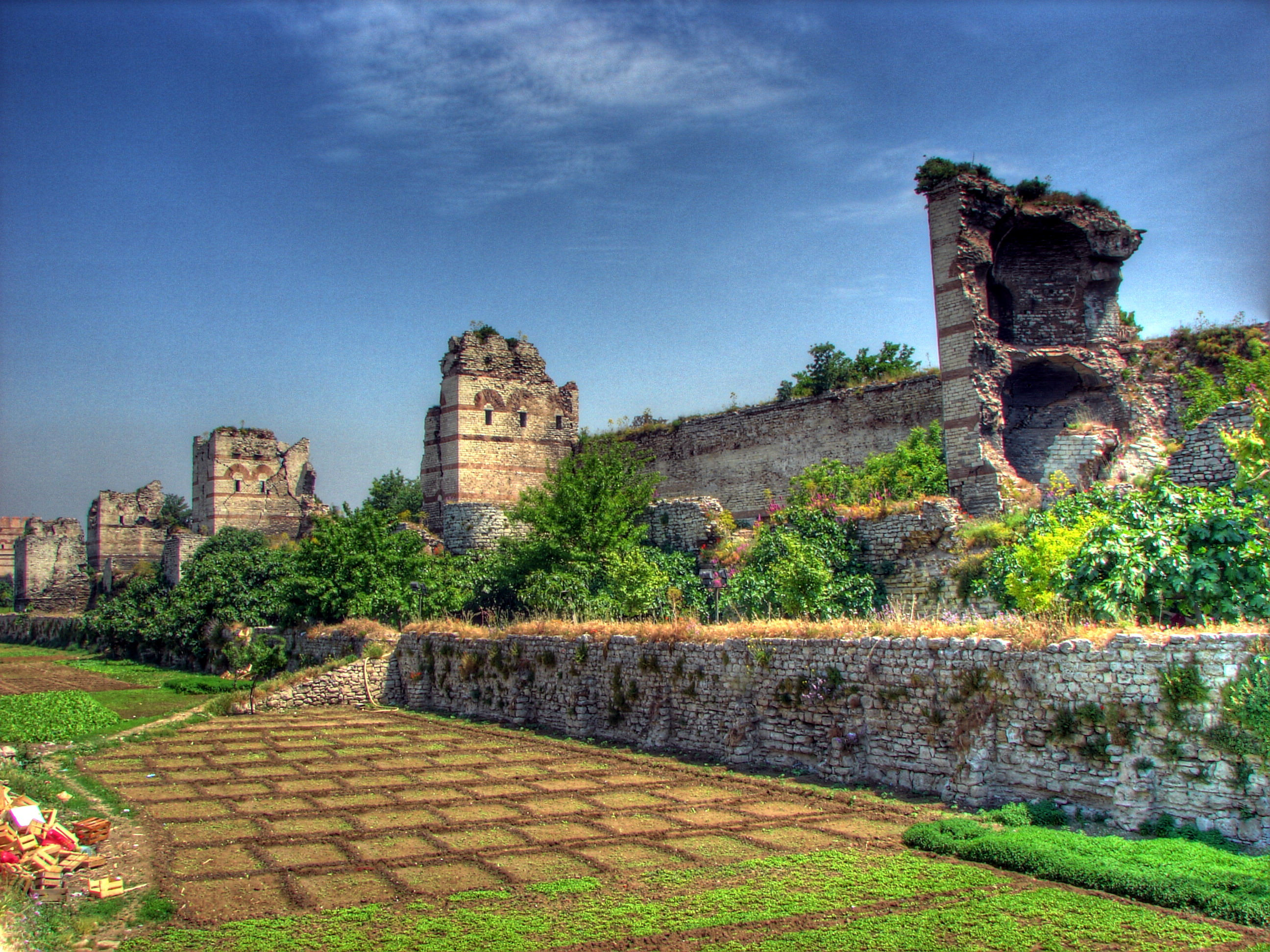
Restes de les muralles de la ciutat.

A la una de la matinada del dia 29 de maig de 1453, el soldà Mehmet dona el senyal d'atac. Al crit d'"Allah, Allah-il-Allah" cent mil homes amb armes i escales, amb cordes i ganxos, es llancen contra les muralles. Primer són llançades contra les muralles les tropes inexpertes, principalment mercenaris i presoners. Durant dues hores, el contingent principal de mercenaris i presoners va ser repel·lit pels soldats romans d'Orient sota el comandament de Giustiniani, proveïts de millors armes i armadures i protegits per les muralles. Després de dues hores de lluita, comença a clarejar i avança la segona tropa d'assalt, la dels anatòlics. El combat es torna més perillós perquè aquests són guerrers disciplinats, duen cotes de malla i, a més a més, estan descansats, mentre les tropes assetjades estan ja fatigades.
L'exèrcit turc ataca durant més de dues hores, sense poder vèncer la resistència romana d'Orient. Llavors entra en escena el gran canó, que obre una bretxa a la muralla on els turcs han concentrat el seu atac. Constantí en persona coordina una cadena humana per mantenir als turcs ocupats mentre la muralla és reparada. El Sultà fa entrar en acció les seves darreres reserves: els geníssers, la guàrdia d'elit de l'exèrcit otomà. El soldà es posa al capdavant dels dotze mil soldats, els millors que hi havia a Europa. Tanmateix, després d'una hora de combats, els geníssers encara no han aconseguit entrar a la ciutat.

### Kerkaporta, la porta oblidada
Aleshores, un tràgic incident decideix el destí de la ciutat: no gaire lluny de la zona d'atac, uns pocs turcs s'han esquitllat per una de les nombroses bretxes de les muralles exteriors. Mentre erren a l'atzar entre els primers i els segons murs de la ciutat, descobreixen que una de les portetes de la muralla interior, la porta de la muralla nord-oest, anomenada Kerkaporta, està oberta.
Un destacament dels geníssers hi penetra i envaeix l'espai entre les muralles externa i interna. Es diu que el primer combatent que va arribar fou un gran soldat anomenat Hassan, que va morir per una pluja de fletxes romanes d'Orient. En aquest moment, el comandant Giustiniani és ferit i demana ser evacuat a correcuita cap a un vaixell. Constantí, avisat immediatament, va anar-hi i li va parlar de la importància de mantenir-se, com fos, en el camp de batalla, però el genovès hauria intuït la gravetat de la situació i es va mantenir ferm en el seu desig de retirar-se per a ser atès. Quan la resta dels soldats genovesos van veure que es duien al seu capità va passar allò que es podia esperar: es desmoralitzen i se'n van cap als vaixells del port per salvar-se a temps, just en el precís moment en què ataquen les forces dels geníssers.
Els soldats grecs lluiten desordenadament contra els disciplinats turcs, mentre Constantí es llança contra els invasors amb uns pocs fidels. El darrer emperador de la Roma oriental perd la vida honrosament, ja que va lluitar fins a la mort en la defensa de les muralles, tal com havia promès a Mehmet quan aquest li va oferir el govern de Mistràs a canvi de la rendició de Constantinoble. El seu cap va ser decapitat i capturat pels turcs, mentre que el seu cos fou enterrat a Constantinoble amb tots els honors.
Pel que fa a Giustiniani, també moriria més tard a causa de les ferides, a l'illa grega de Quios, on es trobava ancorada la promesa esquadra veneciana a l'espera de vents favorables.

### El saqueig i el domini turc
Mehmet havia jurat als seus homes el saqueig de la ciutat i compleix la paraula donada. La situació és terrible:
| « | Sense ordre ni concert, després de la primera matança, [Mehmet] lliura als seus guerrers cases i palaus, esglésies i monestirs, homes, dones i nens. I, com diables de l'infern, els milers d'homes corren pels carrerons per arribar abans que els altres. Primer assalten les esglésies, on brillen els atuells daurats, on les joies centellegen. I quan irrompen en una casa, hi arboren de seguida el seu estendard perquè els propers que vinguin sàpiguen que allà el botí ja ha estat confiscat. Però aquest botí, a més a més de pedres precioses, teles, diners i béns mobles, també inclou les dones per als serralls i els homes i els nens per al mercat d'esclaus. Els infeliços que s'han refugiat a les esglésies són trets a cops de fuet en ramats sencers; els vells, que només mengen i no serveixen per a res i representen una càrrega invendible, són assassinats; els joves, se'ls enduen lligats com bèsties. I al mateix temps que es produeix la rapinya, esclata la destrucció sense sentit. El que va quedar de les precioses relíquies i obres d'art després del saqueig probablement igual de terrible dels croats, ara, els vencedors enfurismats ho aixafen, esmicolen i derrueixen | » |
| — | |   |

A la tarda, un cop ha acabat la carnisseria, entra Mehmet a la ciutat, duu al seu costat els generals. Va directe a la catedral, i hi passa una bona estona en silenci, resant en direcció a La Meca. Després ordena que la catedral sigui consagrada com mesquita. És la fi del darrer vestigi de l'Imperi Romà.
Constantinoble va passar a ser la capital d'un nou imperi, l'Imperi Otomà, que arribaria fins a les mateixes portes de Viena.

## Implicacions
La caiguda de Constantinoble va causar una gran commoció a Occident, car es creia que era el principi de la fi del cristianisme. Els cronistes de l'època confiaven en la resistència de les muralles i creien impossible que els turcs poguessin superar-les, despertant el temor d'una amenaça otomana sobre Itàlia i els territoris venecians de l'Egeu, la qual cosa va propiciar un acord entre Milà i Venècia, que va acabar amb la pau de Lodi el 1454, a la qual després es van adherir Florència i Nàpols. Es van arribar a iniciar converses per formar una nova croada que alliberés Constantinoble, però cap estat no va voler cedir tropes.
Els mateixos genovesos es van afanyar a presentar els seus respectes al Sultà i d'aquesta forma mantenir els seus negocis a la ciutat de Pera. Amb Constantinoble i, per tant, el Bòsfor, sota domini musulmà, el comerç entre Europa i Àsia va declinar ràpidament. Ni per terra ni per mar els mercaders cristians aconseguirien passatge per a les rutes que duien a l'Índia i a la Xina, llocs on es proveïen d'espècies per conservar els aliments i d'articles de luxe, i cap on es destinaven les seves mercaderies més valuoses.
D'aquesta manera, els estats europeus van iniciar projectes per a l'establiment de rutes comercials alternatives. Els portuguesos van tractar d'arribar a Àsia circumnavegant Àfrica, intent que va culminar amb el viatge del navegant Vasco da Gama entre 1497-1498. Mentre els Reis Catòlics van finançar l'expedició del navegant Cristòfol Colom, qui veia una possibilitat d'arribar a Àsia per l'oest, a través de l'oceà Atlàntic, fet que va culminar l'any 1492 amb l'arribada a Amèrica i l'ocupació del Nou Món. Els dos estats es van convertir durant el segle xvi en nacions poderoses.
Una altra important conseqüència de la caiguda de Constantinoble va ser la fugida de nombrosos savis grecs a les corts italianes de l'època, fet que va afavorir en gran manera el Renaixement.